# Phegornis mitchellii
Phegornis mitchellii е вид птица от семейство Charadriidae, единствен представител на род Phegornis. Видът е почти застрашен от изчезване.

## Разпространение
Видът е разпространен в Аржентина, Боливия, Перу и Чили.